# 77 ق هـ
77 ق هـ هي السنة السابعة والسبعون السابقة للهجرة النبوية، وهي توافق ما بين سنتي 546 و547 حسب التقويم الميلادي، أي أنها بدأت في سنة 546م وانتهت في سنة 547م.